# Юная мисс США 1993
Юная Мисс США 1993 (англ. Miss Teen USA 1993) — 11-й национальный конкурс красоты, проводился в Mississippi Gulf Coast Coliseum, Билокси, Миссисипи. Победительницей стала Шарлотта Лопез, представлявшая штат Вермонт.
Ведущим конкурса красоты стал Дик Кларк в четвёртый и последний раз, с комментаторами Артел Невилл и Юная Мисс США 1985 Келли Ху. Музыкальное сопровождение Gulf Coast Teen Orchestra.
Четвёртый год из пяти, проходивший в Билокси. Конкурсантки начали прибывать 26 июня и участвовали в течение двух недель в событиях и предварительных соревнованиях до финала.

## Результат

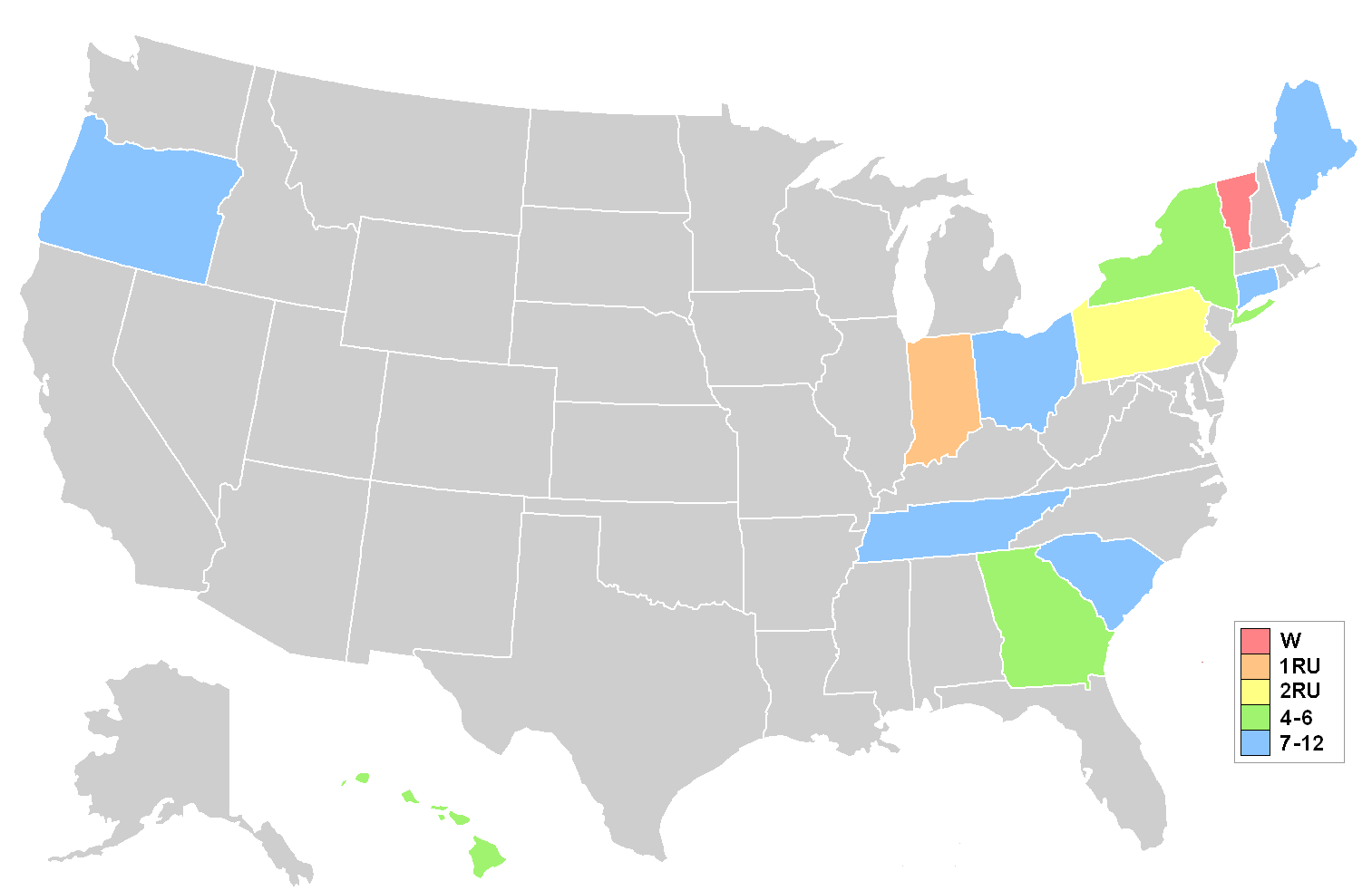
Штаты финалистки конкурса красоты Юная Мисс США 1993

### Места
| Итоговый результат | Участница |
| ------------------ | --- |
| Юная Мисс США 1993 | - Вермонт — Шарлотта Лопез |
| 1-я Вице-мисс      | - Индиана — Келли Ллойд |
| 2-я Вице-мисс      | - Пенсильвания — Урсула Аббот |
| Топ 6              | - Джорджия — Денеша Рид - Гавайи — Юлианна Каулукукуи - Нью-Йорк — Сара Гор                                                                               |
| Топ 12             | - Коннектикут — Синтия Шнек - Мэн — Джилл Меллен - Огайо — Мелисса Юст - Орегон — Джилл Чартье - Южная Каролина — Лорен Поппелл - Теннесси — Джейми Дадни |

### Специальные награды
| Специальные награды  | Участница                            |
| -------------------- | ------------------------------------ |
| Мисс Конгениальность | - Гавайи — Юлиана Каулукукуи         |
| Мисс Фотогеничность  | - Северная Каролина — Мелани Бридлав |

## Участницы
| - Алабама — Аутюмн Смит - Аляска — Кристин Мишель Торсон - Аризона — Даниэль Норманден - Арканзас — Тиффани Паркс - Калифорния — Стефани Суини - Колорадо — Сьюзи Гарифи - Коннектикут — Синтия Шнек - Делавэр — Кэтрин Хуанг - Вашингтон (округ Колумбия) — Ребекка Слобиг - Флорида — Эллисон МакКинни - Джорджия — Денеша Рид - Гавайи — Юлиана Каулукукуи - Айдахо — Ян Картрайт - Иллинойс — Хайме Лин Холбрук - Индиана — Келли Ллойд - Айова — Мелисса Бакстер - Канзас — Кристи Диппре - Кентукки — Холли Рене Риггз - Луизиана — Хизер ДюПри - Мэн — Джилл Меллен - Мэриленд — Ангелиса Просерпи - Массачусетс — Джануари Ньюкомб - Мичиган — Эшли Уитт - Миннесота — Чарити Ланди - Миссисипи — Бриджит Кейн - Миссури — Мелани Бридлав | - Монтана — Анжела Картер - Небраска — Лориетт Логан - Невада — Тэмми Рэнкин - Нью-Гэмпшир — Гретхен Линн Дургин - Нью-Джерси — Хизер Бреннер - Нью-Мексико — Линетт Очоа - Нью-Йорк — Сара Рэй Гор - Северная Каролина — Венди Уильямс - Северная Дакота — Венди Хау - Огайо — Мелисса Юст - Оклахома — Стейси Кейс - Орегон — Джилл Чартье - Пенсильвания — Урсула Аббот - Род-Айленд — Алисия Карриер - Южная Каролина — Лорен Поппелл - Южная Дакота — Эми Ральф - Теннесси — Хайме Дадни - Техас — Эрин Бернетт - Юта — Эми Карлсон - Вермонт — Шарлотта Лопез - Виргиния — Хизер Андерсон - Вашингтон — Ребекка Вон - Западная Виргиния — Дженнифер Прингл - Висконсин — Танаэ Гейслер - Вайоминг — Лана Хансен |

## Город проведения
После окончания конкурса красоты 1993 года, местные отели заявили, что они больше не смогут предоставлять бесплатное проживание участникам конкурса. Хотя ранее был заключён контракт до 1994 года с Комиссией по туризму.
Конкурс проводился в Билокси, было подсчитано, что штат получил около одного миллиона долларов за проведение мероприятия.